# Zillich Beatrix
Zillich Beatrix (Budapest, 1960. február 17. –) magyar színésznő.

## Életpálya
A Színház- és Filmművészeti Főiskolán 1982-ben kapott színészi diplomát, Major Tamás növendékeként. Gyakorlati idejét a Nemzeti Színházban töltötte. Első szerződése a Győri Kisfaludy Színházba szólt. 1986-tól a Mikroszkóp Színpad társulatának tagja volt. 1990-től szabadfoglakozású színésznő.

## Fontosabb színházi szerepei
- Molière: Kényeskedők... Kati, Gorgibus unokahúga (Ódry Színpad)
- Bródy Sándor: A medikus... Ada, János testvére (Nemzeti Színház)
- William Shakespeare: Vízkereszt, vagy amit akartok... Viola
- William Shakespeare: Szentivánéji álom... Heléna
- Ariano Suassuna: A kutya testamentuma... Bohóc
- Johann Strauss: A denevér... Ida
- Claude Magnier – Nádas Gábor – Szenes Iván: Mona Marie mosolya... Geneviéve
- Nyikolaj Vasziljevics Gogol: A revizor... Marja Antonovna
- Simon Tamás: Don Juan... Metta
- Döbrentey Ildikó: Banyatanya... Banyaanya
- Joao Bettancourt: A nap, amelyen a pápát elrabolták... A lányuk
- Valami változik – Kutyák (politikai kabaré)... szereplő
- Az állam is felkopik (politikai kabaré)... szereplő
- Vesszük a lapot (sajtókabaré)... szereplő
- Felettünk a béka (politikai kabaré)... szereplő
- Előttünk a vízözön (politikai kabaré két részben)... szereplő

## Filmek, tv
- Fehér rozsda (1982)...Diák
- Elcserélt szerelem (1983)
- A nagy generáció (1988)
- Barbárok (1989)...Sztyopa
- Vadon (1989)